# City Stadium (Richmond)
O City Stadium é um estádio localizado em Richmond, estado da Virgínia, nos Estados Unidos, possui capacidade total para 22.611 pessoas, é a casa do time de futebol Richmond Kickers, time de beisebol que joga na USL League One, foi a casa do time de futebol americano universitário Richmond Spiders da Universidade de Richmond, o estádio foi inaugurado em 1929.